# Robert Selfelt
Robert Selfelt, född 22 maj 1903 Fägre, död 24 augusti 1987 i Undenäs, var en svensk ryttare, som blev olympisk bronsmedaljör i fälttävlan i London 1948 på hästen Claque. Han ingick även i det svenska lag som tog silvermedaljerna.